# Фрізея
Фрізея (Vriesea) — рід епіфітних трав'янистих рослин родини Бромелієві. Види широко поширені в Мексиці, Центральній Америці, Південній Америці та Вест-Індії.

Числов видів — близько 250.
Вирощуються як заради привабливого листя, так і ефектних суцвіть. Деякі види — відомі квітучі кімнатні рослини, які цінують перш за все за яскраво забарвлені приквітки.
Рід був виділений в 1843 році англійським ботаніком Джоном Ліндлі (1799—1865) з роду Тілландсія (Tillandsia) і названий на честь голландського лікаря і ботаніка Віллема Гендріка де Фріза (Willem Hendrik de Vriese, 1806—1862), дослідника флори Південно Східної Азії.
 Синоніми наукової назви :
- Hexalepis   Raf. (1838), nom. rej.
- Neovriesia   Britton (1923), nom. illeg.

Не слід плутати рід Фрізея ( Vriesea ) з родом  Фрезія  ( Freesia) з родини Півникові.